# Heitor da Silva Costa
Heitor da Silva Costa (Río de Janeiro, 25 de julio de 1873 – Río de Janeiro, 21 de abril de 1947) fue un ingeniero brasileño autor del Cristo Redentor, uno de los principales monumentos de Brasil.
Ingeniero y profesor de la Escuela Politécnica de Río de Janeiro (1914). Se dedicó a la construcción de varios edificios, iglesias y monumentos religiosos, monumentos al Barón de Río Branco, al emperador Pedro II, a Pasteur, etc. Fue responsable del Cristo Redentor (1923), el que ganó el Premio Paulo de Frontin del Club de Ingeniería. En Petrópolis fue responsable de la construcción de la Catedral São Pedro de Alcântara, de la Capilla del Colegio Nuestra Señora de Sion en 1940, del Trono de Fátima inaugurado en 1947.
Existe un libro narrando su historia llamado "O Rio Maravilhoso" de Amândio Soares.